# Глеваха
Глева́ха — селище в Україні, центр Глевахівської громади Фастівського району Київської області. Розташоване за 10,5 км від Києва на річці Глеві. Через селище проходять автомобільна дорога міжнародного значення М05 та Південно-Західна залізниця. Станом на 2020 рік у селищі мешкає 8818 осіб.
Уперше в історичних документах Глеваха згадується в 1471 році, коли в ній мешкало 8 сімей. У 1790-х роках село Глеваха стало волостю. 1957 року за рішенням Київської обласної ради в селищі відкрито обласну психоневрологічну лікарню [Архівовано 28 листопада 2012 у Wayback Machine.]. У 1976 році Глеваха отримала статус селища міського типу, у 2024 році стала селищем. З 1982 року в селищі працює науково-інженерний центр «Матеріалообробка вибухом» Інституту електрозварювання ім. Євгена Патона НАН України. 2019 року стала центром новоствореної Глевахівської селищної громади.

## Розташування
Селище Глеваха розташоване за 10,5 км на південний захід від Києва в північно-східній частині Фастівського району, на межі двох природних зон мішаних лісів і лісостепу. Територія населеного пункту поділяється Південно-Західною залізницею на дві частини: східну і західну. У селищі розташовані чотири залізничні зупинки. На сході селища проходять автошляхи Київ — Одеса та Київ — Васильків.
На півночі селище межує із селом Іванків та землями Боярської громади Фастівського району, на північному сході — із селом Мархалівка, на сході — із селами Зелений Бір і Крушинка, на південному сході — з містом Васильків, на півдні — з авіабазою Васильків, селами Путрівка, Крячки та Кобці, на південному заході — із селищем Калинівка і селом Кожухівка, на північному заході — із селом Малютянка.

## Назва
Назва Глеваха походить від назви річки Глеви (від слова глевкий — сирий), яка протікає через сільську частину Глевахи і яка раніше мала дуже глинисте річище. За спогадами корінних мешканців, після дощів дорогу в долині річки розмивало, і вози з товаром, що їхали до Києва, загрузали на довгий час у глині.
Раніше річка впадала в Бобрицю, що є притокою Ірпеня. У наш час Глева має вигляд струмка з кількома ставами.
Оскільки селище багате на глину, один із кутків сільської частини Глевахи зветься Глинянкою. 

## Історія
Селище Глеваха має давню історію, яка почалася ще на початку першого тисячоліття.

### Давній час
Як свідчать археологічні джерела, заселення території селища почалося ще в добу бронзи. На території сучасної Глевахи було знайдено курган XI ст. до нашої ери. У ньому було виявлено поховання вождя місцевого землеробського племені. У цей час завершився процес суспільного поділу праці, інтенсивно розвивається орне землеробство і скотарство, формуються і розвиваються ремесла, використовують упряжного коня і колісниці, виділяється племінна верхівка, парна сім'я, виникають великі етнокультурні утворення.[джерело?]
Знайдений посуд представлений мисками, чашками, тюльпаноподібними горщиками, орнаментованими валиками, нарізками та відбитками шнура, що утворюють різні геометричні фігури. Племена, що населяли територію селища відносяться до східнотишинецької культури ХХІІ—ХІ ст. до н. е. і були скотарсько-землеробськими. Вони займались підсічним землеробством, мали дерев'яний плуг і запряжку волів.[джерело?]
Добу раннього заліза або скіфські часи VII ст. до н. е. — IV ст. н. е. представлено курганним похованням VI ст. до н. е. Курган був розкопаний у 1950 р. археологом О. І. Тереножкіним. При розкопках виявлено поховання знатного скіфського вождя. Знайдено велику кількість речей: глиняний посуд, бляшки від кінської вузди, бронзова підвіска від обушка, шпильки, цвяхоподібна сережка, намисто, наконечники до стріл, меч-акінак.[джерело?]

### Середньовіччя
Пізніше, в ранньослов'янські часи, на території Глевахи проживали люди в укріпленому городищі, розкопаному археологами в північно-західній частині селища. Знайдено велику кількість кісток різних тварин, зерна ячменю, жита, проса, пшениці. Розкопали велику гончарну майстерню з готовим посудом: глечиками, кухлями, мисками. Це говорить про те, що давні жителі були не тільки землеробами і мисливцями, але і вправними гончарями.
У часи Київської Русі через територію селища пролягав дуже важливий шлях із Києва до Василькова і далі на Білу Церкву. Ця дорога в давнину називалася Битий шлях. Сьогодні пам'ять про давні часи зберігається в назвах вулиць(вул. Новий Шлях) та залізничної зупинки «Шляхова». Життя на території селища в ті часи то завмирало, то відроджувалось через постійні набіги з півдня кочових племен.
Після монголо-татарської навали в середині XIII століття людське життя не припинялося. З початком XIV століття, коли землі Київщини ввійшли до складу Литовсько-Руського князівства в 1362 році село розрослося[джерело?]. Глевахою володів київський шляхтич Семен Гринкевич (Гринькович), який в грудні 1561 року продав за тридцять кіп грошей литовських селище Гливайкоє (Гливаха) Михайлівському монастирю «для богомолія своего и родителей своихъ вечыстого».

### Козаччина
Десь в цей час в кінці XIV — на початку XV ст., в урочищі «Глинянка» з'являються перші поселенці землеробів і мисливців. Стоп. А доба бронзи? Територія селища в той час була вкрита густими дубовими та сосновими лісами, в яких водилось багато різних звірів. У навколишніх річках та озерах було багато риби, водоплаваючих птахів. Кількість жителів зростала повільно і край окультурювався поступово. Основним знаряддям було землеробство, а також полювання на бобрів та заготівля їхнього хутра, що в той час приносило значний прибуток.[джерело?]
Саме ця обставина і привернула погляд литовських князів. Своєю грамотою литовський князь у 1471 році передає навколишні землі разом із селом Глевахою у власність державцю (поміщику) Гриньковичу — зем'янину. Право на ці землі Гриньковича та його нащадків не раз підтверджувались польськими королями Сигізмундом ІІІ, Стефаном та Владиславом IV.[джерело?]
Уперше в історичних документах Глеваха згадується в 1471 році, коли тут жило 8 сімей «…по месту это село на реке Глеваха в Киевском землевладении. 8 семей ходили на толоку в Белгород. В 1471 году было 8 человек свободных от военной повинности и подьемщины.Белгород — сьогодні це село Білогородка Києво-Святошинського району.

В 1565 році 20 грудня Києво-Михайлівський монастир купив село Глеваху із усіма угіддями у державця Семена Гриньковича — зем'янина, за 30 кіп литовських грошей. Кордони земельних угідь, які стали належати монастирю, були визначені князем Костянтином Острозьким у грамоті від 20 жовтня 1586 року. Межі земель були такими:
»…від річки Віти, нижче греблі, долиною до Білоцерківської дороги. Дорогою до кургану на Білоцерківському полі і на Глеваський ґрунт. Далі межа іде від Богушевого оборка до річки Оленівки, потім по річці Бобриця вниз до впадіння в неї річки Глевахи. Далі руслом Глевахи до річки Бобер та до валу під городище Будаївку. Далі валом через ліс до річки Віта, де межа починається".[джерело?]
На початку XVII ст. ченці Києво-Михайлівського монастиря руками Глевахівських селян побудували на річці великий двоколісний млин. Він знаходився нижче по річці за три версти від Глевахи. З часом біля млина виник хутір Малютянка, який вважався частиною Глевахи. Під час національно-визвольної війни під керівництвом Богдана Хмельницького чоловіче населення взяло до рук зброю і пішло в козацьку армію воювати з шляхтою, а жінки і діти пішли в Будаївку і в Білогородку, і на хутір Малютянка.[джерело?] Через село неодноразово проходили як козацькі, так і польські війська, і село було повністю знищене. Перші роки після війни в селі ніхто не жив.[джерело?]

### Новий час
І тільки наприкінці XVII ст. в селі починає відроджуватись життя. В роки Руїни?  Після приєднання Київщини до Росії село Глеваха переходить у власність казни монастирських володінь, а пізніше — в державну казну. Жителі села стають державними селянами. Вони традиційно займаються землеробством, скотарством, мисливством, бджільництвом. Розвинені деякі ремесла: ткацтво, теслярство, лимарство (виробництво кінської збруї).[джерело?]
Ось як описує заняття населення на початку XIX ст. француз Де ля Фліз: «Населення Глевахи займається землеробством та розведенням свійської худоби. Найбільше висівають жита, ячменю вівса, а ще — гречку, сочевицю. Багато конопель, з пряжі яких роблять полотно, а з нього одяг. Окремі селяни мали пасіки. У селі Глеваха було на той час п'ять ремісників: чотири ткачі і коваль». Кузня стояла біля ставка в центрі села.[джерело?]
В 30-х роках XIX ст. село Глеваха стає волостю. Тут знаходилась волосна управа, сільське училище та запасний магазин із хлібом. У 1838 році було зроблено перепис жителів села та їх господарів. У селі проживало 581 чоловік і 644 жінки, які займались землеробством та тваринництвом, розводили домашню птицю. В селі нараховувалось 138 хат.[джерело?]
Реформа 1861 року майже не змінила становище селян. В 70-х роках на заході села будують залізницю Київ-Фастів, що значно змінила життя жителів села. А не реформа! Частина чоловіків іде працювати на залізницю, в депо станції Боярка. Починає зростати кількість населення. За даними Київського статистичного комітету у 1900 році в селі Глеваха було 495 селянських дворів з кількістю жителів — 2345 чоловік. Великих землевласників в селі не було. Найбільше землі мав місцевий піп — 50 десятин та сім'я Чубиків — 24 десятини. Ще 10 чоловік мали по 12 десятин. Інші володіли від 4 до 6 десятин орної землі. Цього вистачало щоб утримувати сім'ю і господарство. Багато жителів Глевахи йшли працювати на підприємства Києва та на залізницю. Більшість населення була неписьменною, хоча в селі працювала початкова школа, де викладав всі предмети один учитель.[джерело?]
Метричні книги, клірові відомості, сповідні розписи церкви Покрова Пресвятої Богородиці с. Глеваха (приписне с.* Малютянка) XVIII ст. — Київської сот. і п., з 1795 р. Васильківського пов. Київського нам., з 1797 р. Київського пов. і губ.; ХІХ ст. — Глеваської волості Київського пов. Київської губ. зберігаються в ЦДІАК України. http://cdiak.archives.gov.ua/baza_geog_pok/church/hlev_001.xml [Архівовано 16 жовтня 2019 у Wayback Machine.]

### ХХ століття
Революційні події 1905—1907 років не оминули і Глеваху. У селі 5 жовтня 1905 року відбувся єврейський погром. Жителі села, хоч і не брали особисто участь у ньому, але і не осуджували погромників, які прибули в село із Боярки. Політичними справами селяни цікавились дуже мало. Хоча житель села Прокіп Федорович Снігир був обраний депутатом 4-ї Державної Думи.
В 1914 році почалася Перша Світова війна. Багато чоловіків забрали до армії і відправили на фронт. Чому йде війна, за що воюють, селяни не розуміли і бажали одного — щоб війна скоріше закінчилася. Зречення царя в 1917 році в селі зустріли по-різному: одні розгубились, інші раділи, що може швидше закінчиться війна. Але цього не сталося. Жителі села поверталися (дезертирували) додому з фронту, але й тут спокою не було. Йшов процес становлення української державності. Під час І війни Радянської Росії проти Української Народної Республіки багато глеващан пішли в українську армію, щоб захистити свою державу, придушити виступ більшовиків на заводі «Арсенал» в Києві. У той же час житель села Кіндрат Романович стає більшовиком - на бік ворога. Поступово село ділилося на два ворожих табори. Під час німецької присутності (1918 р.) частина жителів іде в повстанські загони, які потім стали на бік Директорії; що утворилась у Білій Церкві. Після встановлення влади Директорії багато чоловіків було мобілізовано в українську армію УНР. Під час визвольних змагань, односельчанин Марко Шляховий, він же отаман «Кармелюк», базував в урочищі Кладова неподалік села Дзвінкова повстансько-селянський загін, який вів бойові дії проти окупантів-російських більшовиків.. З 1920-го — під більшовицькою владою.16 лютого 1919 року село було окуповане червоними. Сільську раду очолює більшовик Микита Феодосійович Гайдай. Жителі села, які були проти більшовиків, пішли до повстанських загонів Сіненка і Гайового.[джерело?]
У серпні 1919 року село стало ареною двотижневих запеклих боїв між радянськими і українськими петлюрівськими військами. Українська армія перемогла і рушила на Київ, але місто зайняли денікінці, які невдовзі з'явились і в Глевасі, намагаючись відновити на селі імперські порядки. В грудні 1919 року, після розгрому денікінців, в село знову прийшли червоні і запровадили продрозкладку. Заборонили торгувати продовольством, що викликало незадоволення жителів села. Частина селян знову подалася у повстанські загони. У квітні 1920 року село звільнили поляки, але невдовзі його залишили. А в червні повернулися радянські війська, тепер уже остаточно до 1941 р.[джерело?]
У цей час життя населення Глевахи було дуже непростим. У навколишніх лісах діяло багато повстанських загонів, що виступали проти більшовиків. Від червня 1920 до квітня 1921 року в Глевасі (а також у Боярці й на Пріорці) переховувався від більшовиків і писав спогади про перші три десятиліття свого життя видатний український громадсько-політичний і державний діяч Сергій Олександрович Єфремов. Гинуло багато людей. Це був заключний акорд радянсько-української війни. У селі в 1924 році була створена комсомольська організація, яка повинна була зміцнювати радянську окупаційну владу. За насильницьке вилучення лишків зерна у селян було закономірно вбито двох комсомольців Панаса Пацьору і Тихона Карпенка.[джерело?]
Поступово селяни призвичаюються до нових порядків. І у 1930 році в Глевасі створено колгосп «Новий шлях». Головою колгоспу стає Федір Сергійович Кузьменко. До середини травня було колективізовано 93 % селянських господарств. Для завершення такої швидкої колективізації застосовувалися примусові заходи. Колективізація привела до зниження продуктивності праці. В 1932 році з колгоспних комор і у селян забрали все зерно і село було приречено на Голодомор. Виручало те, що багато хто працював на підприємствах міста Києва, на залізниці, де одержували невеликі продовольчі пайки. В 1939 році колгосп очолює Іван Григорович Назаренко.[джерело?]

#### Друга світова війна
З початком Німецько-радянської війни багато чоловіків було мобілізовано до армії. Жінки і підлітки працювали на спорудженні оборонних рубежів навколо Києва. В селі розмістили зенітну батарею. Тому село піддавалось жорстокому бомбардуванню німецькими літаками. В повітряних боях в небі над селом було збито 4 німецькі літаки.
31 липня 1941 року німці вступили в село. Вони зразу заарештували і розстріляли агентів Сталіна - комуністів Миколу Івановича Олійника, Степана Яковича Миколаєнка, Кузьму Васильовича Півня. Починаючи з 1942 року великі групи глеваської молоді було відправлено на роботи в Німеччину. Цим займались місцеві поліцаї на чолі із старостою А. Комісаренком. Чим і врятували цих молодих людей від неминучої смерті в якості "чорносвітників". У цей час в Глевасі діє підпільна група на чолі з учителем П. Вовченком. Підпільники розповсюджували листівки, де розповідали про становище на фронті і закликали до боротьби з німцями. Весною 1943 р. групу було викрито і всіх заарештовано. Керівників групи було розстріляно у Василькові.[джерело?]
6 листопада 1943 року після короткого, але жорстокого бою село Глеваха було відвойоване радянськими військами. Залишки розбитих частин намагалися вийти з оточення. В контратаку німці кинули танки, самохідні гармати, автоматників. Але радянські танкісти не дали німцям навіть розвернутися і перейшли в атаку. Іван Антонов провів танк повз зруйновані росіянами будинки прямо до двох шестиствольних мінометів, які вели вогонь прямо по атакуючих радянських вояках. За хвилину від мінометів нічого не залишилось. Потім під гусеницями опинилися протитанкові гармати, кілька підвід і автомашина.[джерело?]
Німецький снаряд пошкодив гармату антонівського танка. Проте поранена «тридцятьчетвірка» продовжувала бій. Кулеметним вогнем і гусеницями танк знищував німців. Високе звання Героя Радянського Союзу присвоєно герою посмертно.
Після відвоювання села від німців старими окупантами була проведена мобілізація чоловіків призивного віку в радянську армію. Ненавчених і навіть не повністю обмундированих їх кинули в бій, де вони майже всі і загинули. Це сталося в районі станції Козятин. За період Другої Світової війни на фронті загинуло 309 глеващан та ще 29 осіб цивільного населення.[джерело?]
Пишаються глеващани своїм земляком Героєм Радянського Союзу, льотчиком штурмової авіації підполковником Хвоєю М. Ф.
Є в Глевасі вулиця Карпенків. Названа так на честь відомої династії наших односельчан, які брали активну участь в становленні радянської влади на селі. Четверо з п'яти синів Артема Климовича Карпенка загинули в боротьбі з німецькими загарбниками в роки Німецько-радянської війни. З сім'ї живим залишився лише Василь Артемович. Війну він зустрів комісаром на теплоході «Крим». Воював за Одесу, доставляв боєприпаси. У грудні 1941 року в рукопашному бою на підступах до Севастополя моряк був тяжко поранений. За виявлений героїзм капітан В. А. Карпенко був нагороджений Орденом Бойового Червоного Прапора, багатьма медалями. Після війни продовжував службу в Збройних Силах.[джерело?]

#### Після війни
Після війни у Глевасі почалась відбудова господарства. Вся вага лягла на плечі жінок. В колгосп, який став називатися ім. Хрущова[джерело?], люди несли свої невеликі запаси зерна, картоплі. Орали на коровах, тому що не вистачало коней, скопували землю лопатами[джерело?]. Більшість населення працювали на підприємствах Києва та Боярки. В 1954 році в селі було 963 двори. Кількість жителів постійно збільшувалась. На 01.01.1963 року дворів було 1345 з числом жителів 5425 осіб. У колгоспі працювало 1205 осіб.[джерело?]
З весни 1963 року Глеваський колгосп «Україна» було реорганізовано в радгосп і птахофабрику з центральною садибою в селі Западинка. У повоєнні роки в Глевасі було побудовано пожежне депо, механічну майстерню, пилораму.
У 1957 році за рішенням Київської обласної Ради народних депутатів у Глевасі було відкрито обласну психоневрологічну лікарню [Архівовано 28 листопада 2012 у Wayback Machine.]. Сьогодні цей заклад став відомим лікувальним закладом Київської області. Ця медична установа кілька разів змінювала свій статус  [Архівовано 23 березня 2013 у Wayback Machine.]. Лікарня стала організаційно-методичним центром надання психіатрично-психологічної допомоги населенню Київської області  [Архівовано 30 листопада 2012 у Wayback Machine.]. Сьогодні це Київське обласне спеціалізоване психіатрично-наркологічне методичне об'єднання (КОСПНМО) очолює відомий в Україні заслужений лікар України Зільберблат Геннадій Михайлович [Архівовано 28 листопада 2012 у Wayback Machine.]. У медоб'єднанні працюють 1200 фахівців різного профілю, які надають спеціалізовану висококваліфіковану лікувально-діагностичну і консультативну допомогу. 350 з них — мешканці Глевахи. Серед лікарів — 2 кандидати медичних наук, 18 лікарів вищої кваліфікаційної категорії, 19 — мають першу кваліфікаційну категорію  [Архівовано 28 листопада 2012 у Wayback Machine.].
На початку 70-х років до Глевахи переведено Науково-дослідний інститут механізації та електрифікації сільського господарства та НДІ відновлення спрацьованих деталей із виробничими колективами у нові просторі і світлі корпуси. У 80—90-ті роки, коли інститут очолював відомий вчений, член-кореспондент УААН, професор І. П. Масло, виконано ряд розробок, що не поступаються зарубіжним аналогам. Науковцями одержано 117 патентів на винаходи по пріоритетних напрямках сільськогосподарського виробництва. Стали Лауреатами Державної премії в галузі науки і техніки член-кореспондент УААН професор І. П. Масло, доктор технічних наук Анатолій Фененко, кандидат технічних наук М. А. Остапенко. Сьогодні[коли?] ННЦ «ІМЕСГ» очолює доктор технічних наук Я. С. Гуков. Великий внесок у розвиток науки та впровадження її результатів у виробництво роблять провідні вчені: 10 докторів наук і 80 кандидатів наук.[джерело?]
З 1982 року в Глевасі працює Науково-інженерний центр «Матеріалообробка вибухом» Інституту електрозварювання ім. Є. О. Патона НАН України. Це підприємство має площу 26 га. Основним напрямком діяльності підприємства є зварювання та різання металів енергією вибуху та розробка вибухових камер. В останні роки розвивається новий напрямок — розробка та виготовлення прострілочно-вибухової апаратури, призначеної для збільшення добування нафти і газу.[джерело?]

## Сучасність
У Глевасі є одна православна церква, одна адвентистів сьомого дня, євангельських християн-баптистів.
Більшість вулиць у селищі є заасфальтованою.
Соціально-економічним життям селища керує Глевахівська селищна рада.

## Населення
Населення — переважно українці
| 1979   | 1989   | 2001 | 2010 | 2020 |
| ------ | ------ | ---- | ---- | ---- |
| 10 232 | 10 755 | 9660 | 8489 | 8818 |

### Мова
Розподіл населення за рідною мовою за даними перепису 2001 року:
| Мова            | Кількість | Відсоток |
| --------------- | --------- | -------- |
| українська      | 8170      | 92.47%   |
| російська       | 607       | 6.87%    |
| вірменська      | 17        | 0.19%    |
| білоруська      | 15        | 0.17%    |
| румунська       | 3         | 0.03%    |
| польська        | 2         | 0.02%    |
| інші/не вказали | 21        | 0.25%    |
| Усього          | 8835      | 100%     |

## Економіка
У Глевасі є середня школа на 1167 місць, дві медичні амбулаторії, сім аптек, три супермаркети, Глевахівський ринок, три дитячих садки, салони краси та перукарні.

## Транспорт
Селище Глеваха має регулярне залізничне сполучення (зупинні платформи «Малютинка», «Шляхова», «Глеваха», «888 км») з Фастовом і Києвом; автобусне сполучення (автобус № 305) із Києвом.

## Галерея

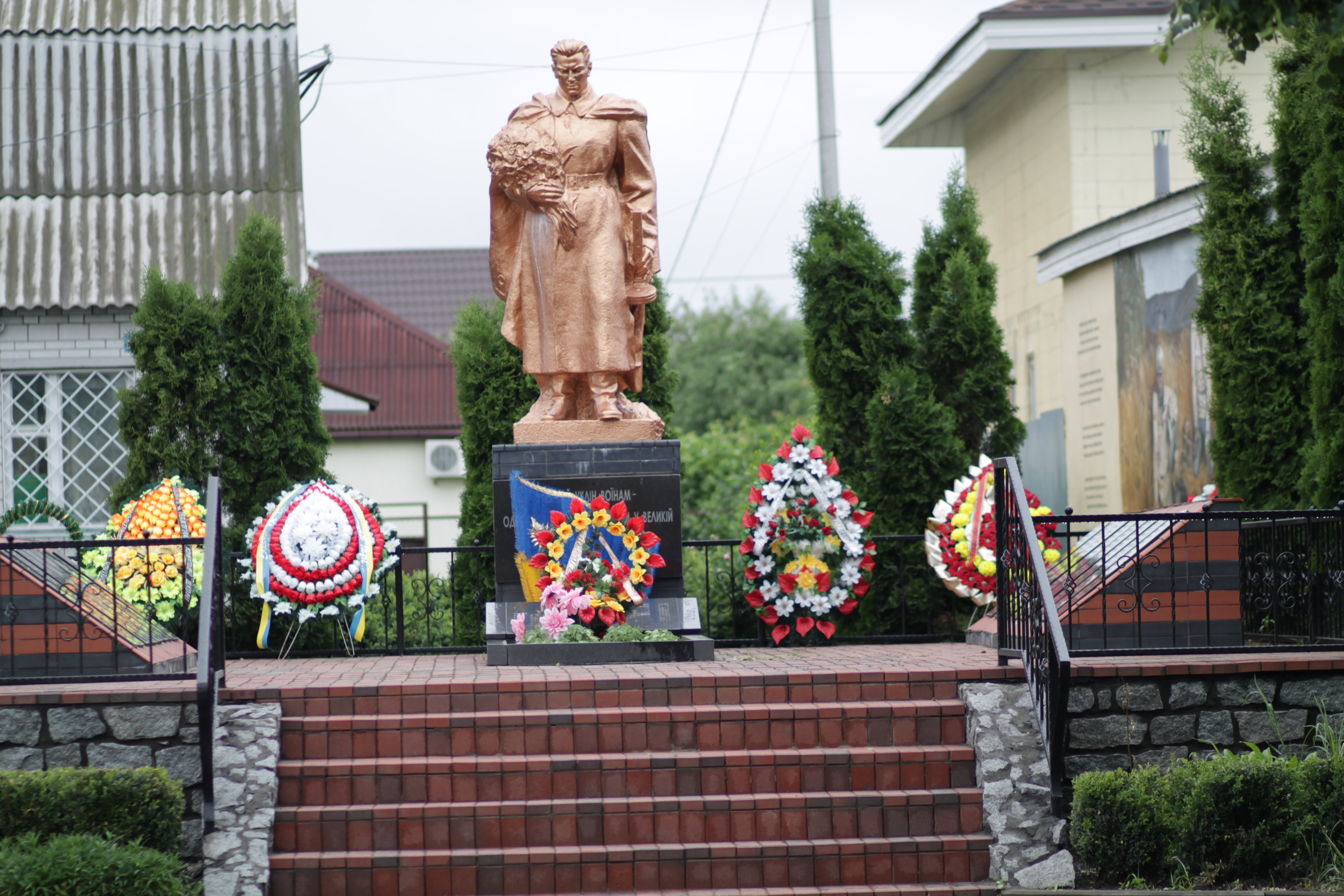
Пам'ятник воїнам-односельцям, які загинули в роки Другої світової війни, Глеваха
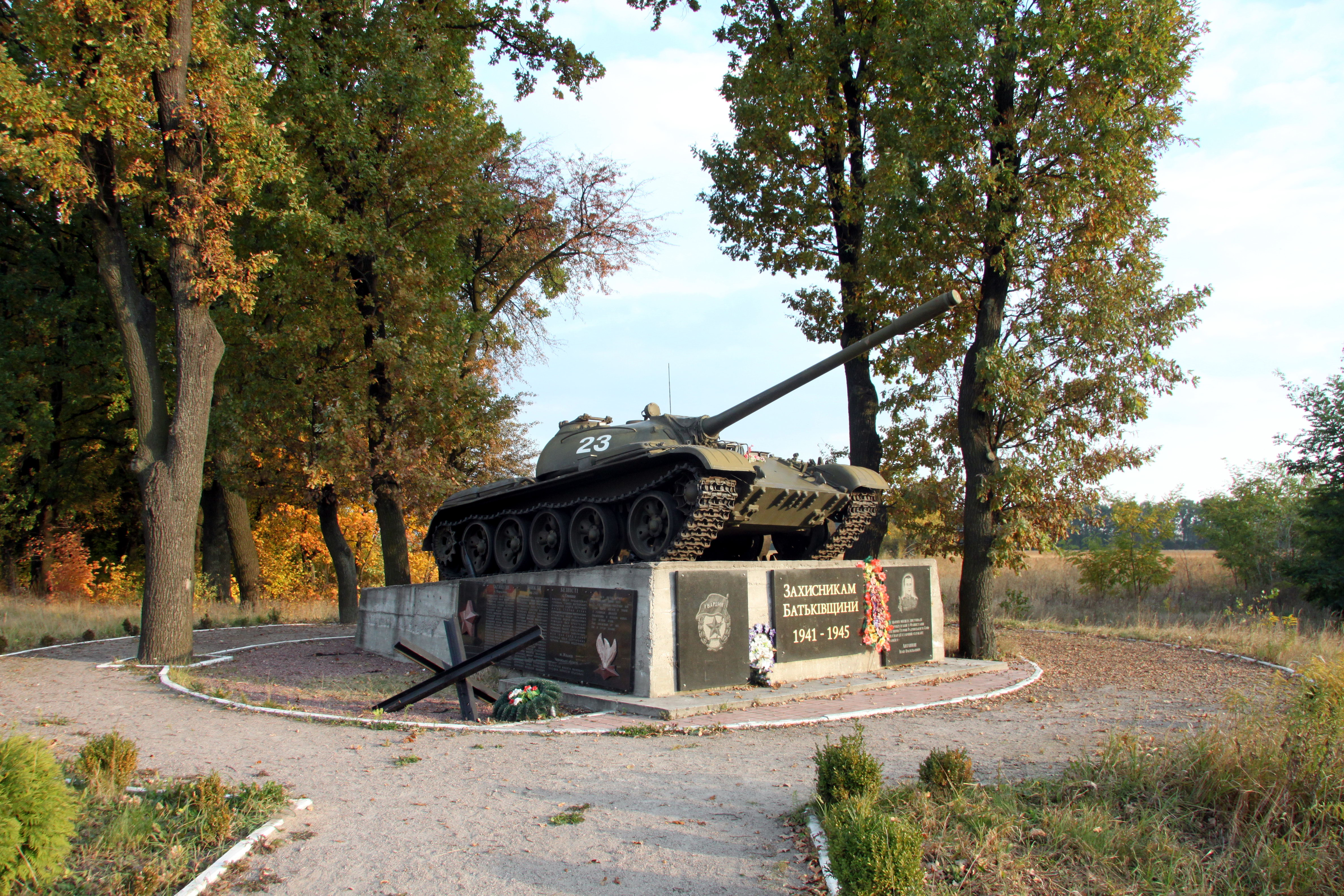
Братська могила воїнів Червоної Армії, які загинули в роки Другої світової війни, серед яких Герой Радянського Союзу Антонов, Глеваха
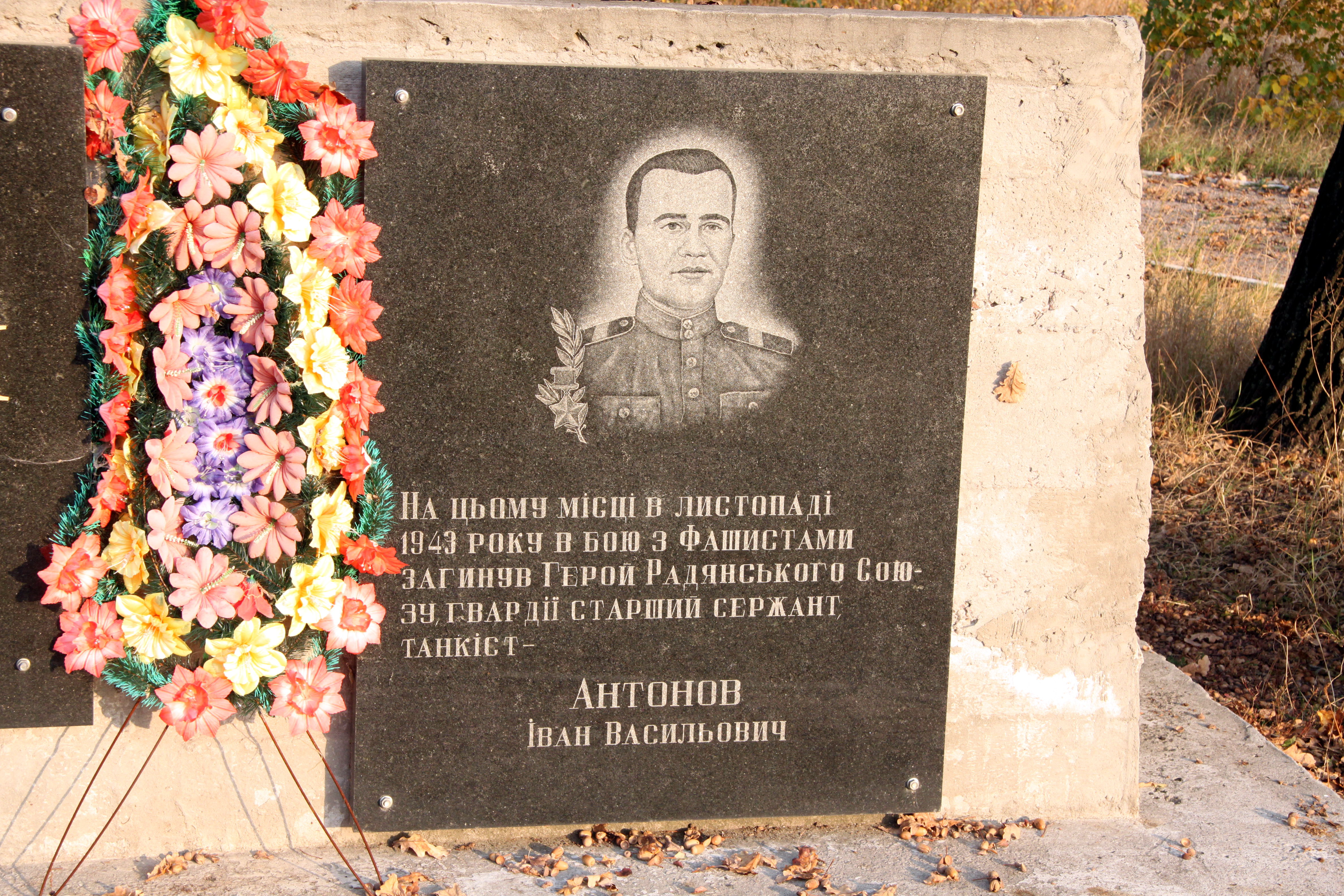

## Видатні особи
- Снігир Прокіп Федотович (1880—1933) — депутат Державної думи II скликання від Київської губернії.
- Хвоя Микита Федорович (1911—1988) — радянський військовий льотчик, полковник ВПС СРСР, учасник Другої світової війни, Герой Радянського Союзу.
- Шилович Ігор Іванович (1967—2023) — штаб-сержант Збройних сил України, учасник російсько-української війни.
- Марко Семенович Шляховий (отаман Кармелюк) — (1887, с. Глеваха, Васильківський повіт, Київська губернія — 14 серпня 1921, с. Глеваха, Васильківський повіт, Київська губернія) — український військовий і громадський діяч, автор спогадів «Записки повстанця» (1920—1999).

## Пов'язані з селищем
- Володимир Проценко (Чорномор) — український поет, прозаїк і публіцист, член НСПУ, заслужений діяч мистецтв України, лауреат міжнародної премії Івана Багряного та літературної премії КМ України "Золоте перо України"
- Чайковський Володимир Пилипович (нар. 31 березня 1936 р.) — винахідник і конструктор агротехніки, науковий співробітник Науково-дослідного інституту механізації і електрифікації сільського господарства, автор запатентованих 7-ми винаходів, мешкає в селищі Глеваха